# 托羅約克山
12°25′14″S 75°39′58″W / 12.42056°S 75.66611°W
托羅約克山（T'uruyuq），是秘魯的山峰，位於該國中南部利馬大區，由萬坦區和拉勞斯區負責管轄，屬於秘魯中部山脈的一部分，海拔高度5,400米。